# Slaget vid Langensalza (1761)
Slaget vid Langensalza (10 februari 1761) var en sammandrabbning mellan franska styrkor och allierade preussiska och hannoverska styrkor under sjuårskriget.  Det utkämpades i närheten av Langensalza i det som idag är östra Tyskland. En allierad attack överraskade fransmännen, något som resulterade i tillfångatagandet av 2 000 franska soldater.